# Djurgården Hockey Dam
Djurgårdens IF:s damlag i ishockey bildades 2014 genom att klubben övertog Segeltorps IF:s damlag, som efter säsongen 2013/2014 hade trillat ur högsta serien, Riksserien. Bakom organisationen för att bilda ett kompetenskraftigt damlag stod Nils Ekman (sportchef), Danijela Rundqvist (tidigare elitspelare) och Jared Cipparone (huvudtränare).
Inför Djurgårdens första säsong i Division 1, 2014/2015, förstärktes laget med olika spelare från Riksserien, och den säsongen vann klubben grundserien utan en enda förlorad poäng. Laget vann även kvalserien och kunde avancera till Riksserien inför säsongen 2015/2016. Första säsongen i högsta serien hamnade laget på fjärde plats. Därmed var man kvalificerat för slutspel  och vann där kvartsfinalen över tre matcher med 2–0 mot Leksand men förlorade mot Linköping i semifinalen.
Säsongen 2016/2017 blev laget svenska mästarinnor, efter seger i SM-finalerna mot HV71 med 2-0 i matcher.

## Historia
SM-guld 2016/2017 efter att ha besegrat HV71 i finalen. 